# Робин, Пьер
Пьер Робин (род. 1 ноября 1982, Ангьен-ле-Бэн) — французский дзюдоист, чемпион Франции среди военнослужащих 2009 года, чемпион (2006, 2012), серебряный (2003, 2008) и бронзовый (2002, 2005, 2009, 2013, 2014) призёр чемпионатов Франции, победитель и призёр международных турниров, чемпион мира среди военнослужащих 2011 года, бронзовый призёр чемпионата Европы 2008 года, бронзовый призёр чемпионата мира 2005 года. Выступал в тяжёлой весовой категории (свыше 100 кг).

## Чемпионаты Франции
- Чемпионат Франции по дзюдо 2002 — ;
- Чемпионат Франции по дзюдо 2003 — ;
- Чемпионат Франции по дзюдо 2005 — ;
- Чемпионат Франции по дзюдо 2006 — ;
- Чемпионат Франции по дзюдо 2008 — ;
- Чемпионат Франции по дзюдо 2009 — ;
- Чемпионат Франции по дзюдо 2012 — ;
- Чемпионат Франции по дзюдо 2013 — ;
- Чемпионат Франции по дзюдо 2014 — ;